# Martin Boquist
Sven Martin Boquist, (Gotemburgo 2 de febrero de 1977) es un sueco entrenador de balonmano y exjugador de balonmano (lateral izquierdo/central).
Martin Boquist jugó 219 partidos internacionales y marcó 496 goles para el equipo nacional de Suecia entre 1996 y 2008. También fue nombrado Jugador de balonmano del año en Suecia por la Federación Sueca de Balonmano dos años consecutivos, en las temporadas 2001/2002 y 2002/2003. Además, posee varios récords de goles en la Elitserien (actualmente Handbollsligan), donde fue el máximo goleador durante cuatro temporadas consecutivas: 1999/2000, 2000/2001, 2001/2002 y 2002/2003.

## Carrera como jugador
Martin Boquist comenzó a jugar balonmano a los diez años en HP Warta. A pesar de haber nacido y crecido en el barrio de Backa, empezó a jugar en Warta, que en ese momento tenía su sede en Biskopsgården, con entrenamientos en el gimnasio de la escuela Ryaskolan. La generación de Boquist tuvo mucho éxito y ganó, entre otros, el oro en el Campeonato Nacional Junior y pasó invicta casi todas las temporadas. Otro jugador del equipo era Tommy Atterhäll. Con el tiempo, Boquist comenzó a jugar en el equipo senior y debutó en la Elitserien (actualmente Handbollsligan). Se convirtió en el jugador más importante del equipo y debutó en la selección nacional, antes de que el rival de la liga, Redbergslids IK (RIK), lo fichara a mitad de temporada, en diciembre de 1998.
En RIK, Boquist se destacó y se convirtió en el mejor jugador de la Elitserien. Fue el máximo goleador durante cuatro años consecutivos (1999/2000, 2000/2001, 2001/2002 y 2002/2003) y se consagró campeón de Suecia en tres ocasiones (2000, 2001 y 2003). Después de la primavera de 2003, cuando además fue nombrado Jugador de balonmano del año en Suecia por segundo año consecutivo, se trasladó al gran club alemán THW Kiel. En RIK, Boquist jugó un total de 152 partidos y marcó 930 goles, lo que da un promedio de 6,1 goles por partido en la Elitserien. En Kiel, sin embargo, le resultó difícil ganarse un puesto en el equipo. Esto llevó a que en 2005 se trasladara al FC Copenhague en la liga danesa.
Copenhague fue el último club de Boquist como solo jugador. Cuando el club hizo una nueva apuesta después de la temporada 2009/2010 bajo el nombre de AG Copenhague, Boquist decidió dejar el club y regresar a Suecia y Enköping. La razón por la que eligió Enköping en lugar de su ciudad natal Gotemburgo fue que su esposa Jenny (anteriormente Lindblom), también exjugadora internacional de balonmano, tiene sus raíces allí. Boquist se convirtió entonces en jugador-entrenador en VästeråsIrsta HF, que estaba a una distancia de viaje razonable desde su nueva ciudad natal. En 2013, terminó su carrera como jugador pero continuó como entrenador en VästeråsIrsta. 

## Carrera como entrenador
Antes de la temporada 2015/2016, Boquist se convirtió en el entrenador principal de Ricoh HK. En el otoño de 2016, se convirtió en asistente del nuevo seleccionador del equipo nacional masculino de Suecia, Kristján Andrésson. En octubre de 2017, Boquist renunció como entrenador de Ricoh HK. En 2020, Andrésson fue reemplazado por Glenn Solberg, pero Boquist continuó como asistente del seleccionador.
En abril de 2022, poco después de que Suecia ganara el oro en el Campeonato Europeo, se anunció que el contrato de Boquist no sería renovado. En junio de 2022, se anunció que había firmado un contrato como asistente del seleccionador del equipo nacional masculino de Noruega, a partir de octubre de 2022.

## Méritos destacados

### Selección nacional
- Oro en el Campeonato Europeo 1998 en Italia
- Oro en el Campeonato Mundial 1999 en Egipto
- Plata en los Juegos Olímpicos 2000 en Sídney
- Plata en el Campeonato Mundial 2001 en Francia
- Oro en el Campeonato Europeo 2002 en Suecia

- Copia de la Medalla de Oro de Svenska Dagbladet (Bragdguldet) 1998

### Clubes
- Tres campeonatos de Suecia (2000, 2001 y 2003) con Redbergslids IK
- Finalista de la Recopa de Europa 2003 con Redbergslids IK
- Campeón de la Copa EHF 2004 con THW Kiel

- Campeón de la Liga de Alemania de balonmano 2005 con THW Kiel
- Finalista de la Copa EHF 2008 con FC Copenhague
- Campeón de la Liga danesa de balonmano 2008 con FC Copenhague
- Campeón de la Liga danesa de balonmano 2009 con FC Copenhague

### Individuales
- Jugador de balonmano del año en Suecia: 2001/2002 y 2002/2003
- Máximo goleador de la Elitserien (Liga sueca de balonmano masculino) en cuatro ocasiones (1999/2000, 2000/2001, 2001/2002 y 2002/2003) con Redbergslids IK